# Liste der hannoverschen Gesandten bei den Hansestädten
Dies ist eine Liste der Gesandten des Kurfürstentum und Königreich Hannover bei den drei Hansestädten Lübeck, Bremen und Hamburg.

## Geschichte
Diplomatische Beziehungen zwischen den hannoverschen Kurfürsten und den drei Hansestädten wurden nach der Gründung des Kurfürstentum Braunschweig-Lüneburg (1692) aufgenommen. Mit Bremen und Hamburg besaß das Kurfürstentum und spätere Königreich jeweils gemeinsame Grenzen. Die Beziehungen zu Lübeck waren in der ersten Hälfte des 18. Jahrhunderts besonders spannungsreich wegen der territorialen Frage der Möllner Pertinenzien im Bereich des durch den Hamburger Vergleich (1693) an Hannover gefallenen Herzogtums Sachsen-Lauenburg, die 1747 nach langen Verhandlungen in einem Vergleich beigelegt wurden, dessen Umsetzung sich durch neue Grenzziehungen der verbleibenden Lübecker Exklaven bis 1759 hinzog. Die Beziehungen zu Hamburg waren für Hannover besonders relevant, da sich dort die hannoversche Gesandtschaft befand, und zugleich zahlreiche europäische Staaten ihre auch für Hannover zuständigen und akkreditierten Gesandtschaften unterhielten. Anfang des 19. Jahrhunderts wurden große Teile Norddeutschlands vom Napelonischen Kaiserreich annektiert; so auch das Kurfürstentum und die Hansestädte.
In den 1840er Jahren bestanden zwischen Hamburg und Hannover handelspolitische Differenzen bzgl. des Ausbaus des Harburger Hafens. Mit der preußischen Annexion des Königreich Hannover nach dem Deutschen Krieg (1866) endeten die diplomatischen Beziehungen.

## Missionschefs

### Kur-Hannoversche Gesandte bei den Hansestädten
1692: Aufnahme diplomatischer Beziehungen
| Ernennung/ Akkreditierung | Abberufung     | Name                         | Anmerkungen | ernannt von  | akkreditiert bei |
| ------------------------- | -------------- | ---------------------------- | --- | ------------ | ---------------- |
| 1692                      | 1699           | Thomas von Grote             | (* 1674; † 1713), Gesandter und bevollmächtigter Minister, zuvor u. a. Gesandter in Schweden und Gesandter im Vereinigten Königreich | Ernst August |                  |
| 1699                      | 1711, 16. Feb. | Johann Jacob von Hiebener    | (* 1623; † 1711), Resident | Georg I.     |                  |
| 1712                      | 1717           | Johann Wilhelm Schlüter      | | Georg I.     |                  |
| 1717                      | 1738, 9. Mär.  | Eberhard Ludwig Schlaaf      | († 1738), Resident | Georg I.     |                  |
| 1739                      | 1754           | Henrich Hüge                 | († 1762), Faktor, ab 1754 Agent | Georg II.    |                  |
| 1754                      | 1757           | Henrich Hüge                 | († 1762), Agent, bis 1754 Faktor | Georg II.    |                  |
| 1757                      | 1759           | August Ulrich von Hardenberg | (* 1709; † 1778), Gesandter und bevollmächtigter Minister, zuvor u. a. Gesandter in Hessen-Kassel                                    | Georg II.    |                  |
| 1759                      | 1762           | Henrich Hüge                 | († 1762), Agent | Georg II.    |                  |
| 1764                      | 1799           | Michael-David Meyer          | (* 1714; † 1799), Kammer-Agent | Georg III.   |                  |
| 1799                      | 1804           | Samuel-Joseph Wertheimber    | (* 1752; † 1809), Kammer-Agent | Georg III.   |                  |

1804: Abbruch der Beziehungen infolge der französischen Annexion Braunschweig-Lüneburgs

### Königlich-Hannoversche Gesandte bei den Hansestädten
1817: Aufnahme diplomatischer Beziehungen
| Ernennung/ Akkreditierung | Abberufung     | Name                               | Anmerkungen                                                                          | ernannt von | akkreditiert bei |
| ------------------------- | -------------- | ---------------------------------- | ------------------------------------------------------------------------------------ | ----------- | ---------------- |
| 1817                      | 1830, 13. Sep. | Johann Friedrich Albrecht von Duve | (* 1768; † 1830), Ministerresident                                                   | Georg III.  |                  |
| 1830                      | 1832           | Möller                             | (* 17??; † 18??), Ministerresident                                                   | Wilhelm IV. |                  |
| 1832, 15. Aug.            | 1852           | Charles Hanbury                    | (* 1791; † 1857), Ministerresident                                                   | Wilhelm IV. |                  |
| 1857                      | 1859           | Bodo von Hodenberg                 | (* 1826; † 1907) Geschäftsträger, 1860 bis 1865 Ministerresident in den Niederlanden | Georg V.    |                  |
| 1859, 10. Feb.            | 1866           | Gustav Zimmermann                  | (* 1808; † 1874), Ministerresident                                                   | Georg V.    |                  |

1866: Ende der Beziehungen infolge der preußischen Annexion Hannovers